# João IV của Bồ Đào Nha
Dom João IV (phát âm [ʒuˈɐ̃w]; (19 tháng 3 năm 1604 – 6 tháng 11 năm 1656), hay còn được gọi với biệt danh João Người Khôi phục (João, o Restaurador), là Vua của Bồ Đào Nha từ năm 1640 cho đến khi qua đời vào năm 1656. João IV đã khôi phục nền độc lập của Bồ Đào Nha khỏi sự cai trị của Tây Ban Nha dưới triều đại Habsburg bằng cách chấm dứt Liên minh Iberia kéo dài 60 năm, trong đó Bồ Đào Nha và Tây Ban Nha cùng chung một chế độ quân chủ, và bằng cách thành lập Vương tộc Bragança cai trị ngai vàng của Bồ Đào Nha.
Trước khi lên ngôi, ông có tước hiệu là João II, Công tước thứ 8 xứ Bragança. João là cháu nội của Catarina, Công tước phu nhân xứ Bragança, một người đòi ngôi trong cuộc khủng hoảng kế vị Bồ Đào Nha năm 1580. Ngay trước khi João IV qua đời vào năm 1656, Đế quốc Bồ Đào Nha đang ở thời kỳ đỉnh cao về lãnh thổ, trải dài khắp thế giới.

## Đầu đời

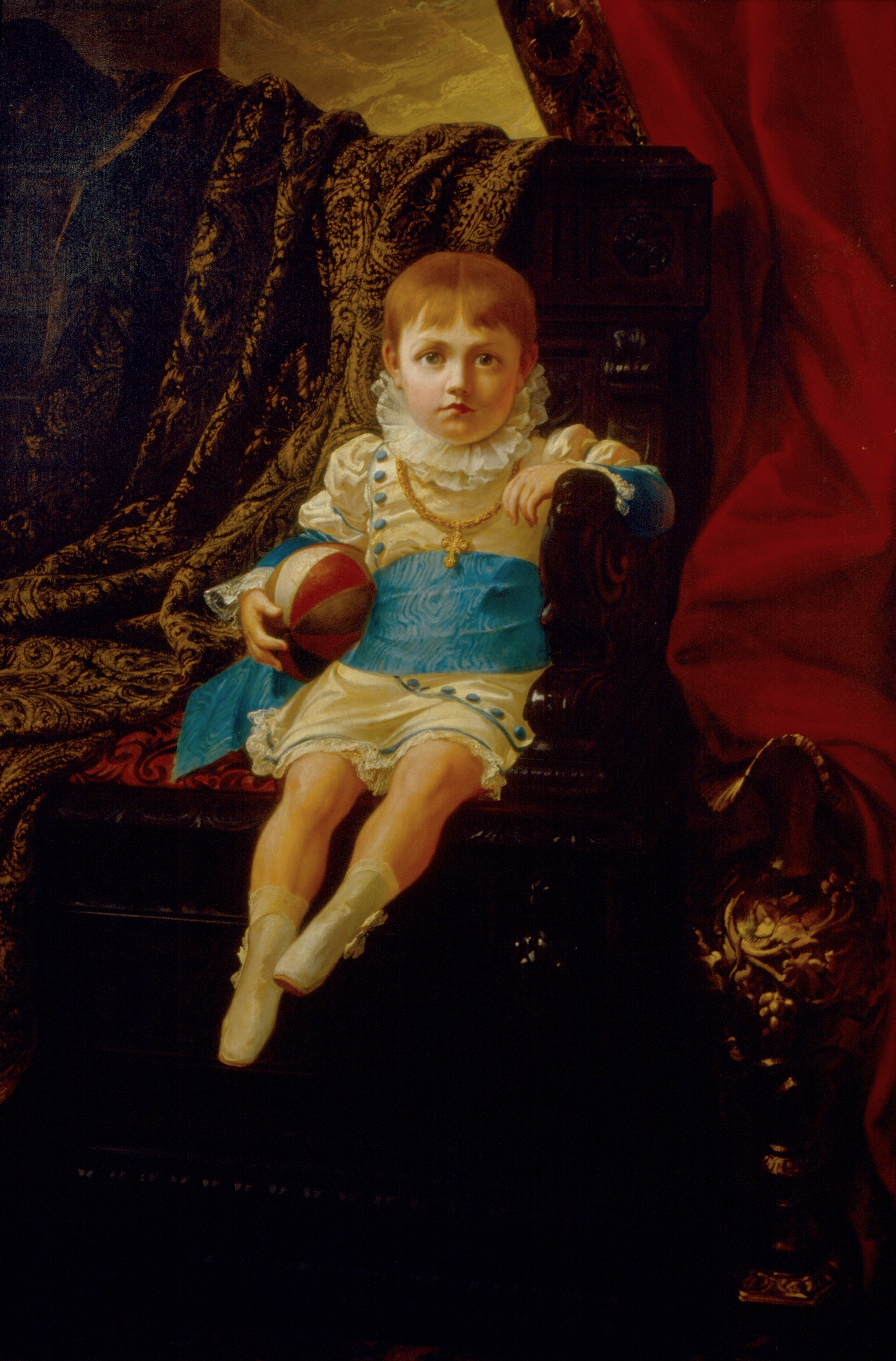
João khi còn là trẻ sơ sinh; Pedro Américo, 1879.

João IV sinh ra tại Vila Viçosa và kế vị cha mình là Teodósio II làm Công tước xứ Bragança khi ông qua đời vì bệnh điên vào năm 1630. João kết hôn với Luisa de Guzmán (1613–66), con gái cả của Juan Manuel Pérez de Guzmán, Công tước thứ 8 xứ Medina Sidonia, vào năm 1633. João được mô tả là có mái tóc vàng và chiều cao trung bình.

## Cai trị

### Lên ngôi

João khi trở thành Vua Bồ Đào Nha, vẽ bởi José de Avelar Rebelo, khoảng những năm 1640.

Khi Filipe II của Bồ Đào Nha (Felipe III của Tây Ban Nha) qua đời, người kế vị ông là con trai Filipe III (Felipe IV của Tây Ban Nha), người có cách tiếp cận khác đối với các vấn đề của Bồ Đào Nha. Thuế đánh vào thương nhân Bồ Đào Nha tăng, giới quý tộc trong nước bắt đầu mất đi ảnh hưởng và các chức vụ trong chính phủ Bồ Đào Nha ngày càng bị người Tây Ban Nha chiếm giữ. Cuối cùng, Filipe III cố gắng biến Bồ Đào Nha thành một tỉnh của Tây Ban Nha, đồng nghĩa với việc giới quý tộc Bồ Đào Nha sẽ mất hết mọi quyền lực.
Tình hình lên đến đỉnh điểm trong một cuộc cách mạng do giới quý tộc và giai cấp tư sản tổ chức, được thực hiện vào ngày 1 tháng 12 năm 1640, sáu mươi năm sau khi Felipe II của Tây Ban Nha lên ngôi vua Bồ Đào Nha. Một âm mưu được lên kế hoạch bởi một số cộng sự, được gọi là Bốn mươi kẻ âm mưu, những kẻ đã giết Quốc vụ khanh Miguel de Vasconcelos và giam cầm chị họ của nhà vua là Margherita của Savoia, Phó vương Bồ Đào Nha, người cai trị vương quốc nhân danh nhà vua. Quân đội của Felipe vào thời điểm đó đang chiến đấu trong Chiến tranh Ba Mươi Năm và cũng đang đối phó với một cuộc cách mạng tại Catalunya, những điều này đã cản trở nghiêm trọng khả năng dập tắt cuộc nổi loạn của Tây Ban Nha.
Chỉ trong vòng vài giờ và với sự ủng hộ của người dân, João, khi đó là Công tước xứ Bragança thứ 8, đã được tôn làm vua João IV của Bồ Đào Nha (theo như tương truyền kể lại, nhờ sự thuyết phục của vợ ông là Luisa de Guzmán), tuyên bố quyền kế vị hợp pháp thông qua bà nội là Catarina, Công tước phu nhân xứ Bragança. Cuộc xung đột tiếp theo với Tây Ban Nha đã đưa Bồ Đào Nha vào Chiến tranh Ba Mươi Năm, ít nhất với tư cách là phe tham gia từ bên ngoài. Từ năm 1641 đến năm 1668, thời kỳ mà hai vương quốc đang trong tình trạng chiến tranh, Tây Ban Nha đã tìm cách cô lập Bồ Đào Nha về mặt quân sự và ngoại giao, và Bồ Đào Nha đã cố gắng tìm kiếm các nguồn lực để duy trì nền độc lập thông qua các liên minh chính trị và duy trì thu nhập từ các thuộc địa.

### Chiến tranh Khôi phục
Việc João lên ngôi đã dẫn đến một cuộc chiến tranh kéo dài với nước láng giềng Tây Ban Nha, một cuộc xung đột được gọi là Chiến tranh Khôi phục Bồ Đào Nha, kết thúc bằng việc công nhận nền độc lập của Bồ Đào Nha trong triều đại tiếp theo (1668).  Bồ Đào Nha đã ký kết các liên minh lâu dài với Pháp (ngày 1 tháng 6 năm 1641) và Thụy Điển (tháng 8 năm 1641) nhưng về cơ bản, những đóng góp duy nhất của vương quốc trong Chiến tranh Ba Mươi Năm chỉ là trên chiến trường chống lại Tây Ban Nha và chống lại sự xâm lược của Hà Lan vào các thuộc địa của Bồ Đào Nha.
Giai đoạn từ năm 1640 đến năm 1668 được đánh dấu bằng những cuộc giao tranh định kỳ giữa Bồ Đào Nha và Tây Ban Nha, cũng như các giai đoạn ngắn ngủi của cuộc chiến tranh nghiêm trọng hơn, phần lớn do sự vướng mắc của Tây Ban Nha và Bồ Đào Nha với các cường quốc không thuộc bán đảo Iberia. Tây Ban Nha đã tham gia vào Chiến tranh Ba Mươi Năm cho đến năm 1648 và Chiến tranh Pháp – Tây Ban Nha cho đến năm 1659, trong khi Bồ Đào Nha tham gia vào Chiến tranh Hà Lan – Bồ Đào Nha cho đến năm 1663. Tại Tây Ban Nha, một lực lượng xâm lược của Bồ Đào Nha đã đánh bại vương quốc tại Montijo, gần Badajoz vào năm 1644.

### Khôi phục Đế quốc
Ở nước ngoài, người Hà Lan chiếm Malacca thuộc Bồ Đào Nha (tháng 1 năm 1641), và Imam của Oman chiếm Muscat (năm 1650). Tuy nhiên, Bồ Đào Nha dù phải chia quân giữa châu Âu, Brasil và châu Phi, đã chiếm lại được Luanda tại Angola thuộc Bồ Đào Nha từ tay Hà Lan vào năm 1648, và đến năm 1654, Bồ Đào Nha đã giành lại được miền bắc Brasil, nơi về cơ bản không còn là thuộc địa của Hà Lan. Điều này được phản công bằng việc mất đi Ceylon thuộc Bồ Đào Nha (ngày nay là Sri Lanka) vào tay Hà Lan, phe đã chiếm được Colombo vào năm 1656.

## Cái chết và di sản
Vua João IV băng hà vào năm 1656 và được kế vị bởi con trai là Afonso VI. Con gái của João là Catarina xứ Bragança kết hôn với Vua Charles II của Anh. Bombay tại Ấn Độ được tặng làm của hồi môn cho Anh.
João là người bảo trợ cho âm nhạc và nghệ thuật, và là một nhà văn khá tinh tế về âm nhạc. Ngoài ra, ông còn là một nhà soạn nhạc. Trong thời gian trị vì, João đã sưu tầm một trong những thư viện lớn nhất thế giới, nhưng đã bị phá hủy trong trận động đất Lisboa năm 1755. Trong số các tác phẩm của João có một tác phẩm bảo vệ Palestrina và một tác phẩm Bảo vệ âm nhạc hiện đại (Lisboa, 1649). Một tác phẩm nổi tiếng được cho là của João là bản nhạc Crux fidelis, vẫn còn rất phổ biến trong Tuần Thánh trong dàn hợp xướng nhà thờ. Tuy nhiên, không có bản thảo nào được biết đến của tác phẩm tồn tại, và nó chỉ được xuất bản lần đầu tiên vào năm 1869 tại Pháp. Dựa vào phong cách, tác phẩm này thường được công nhận là được viết vào thế kỷ 19.
Năm 1646, João IV tôn xưng Mary, khi thụ thai là Đức Mẹ vô nhiễm nguyên tội ('Immaculata'), là Bổn mạng của Bồ Đào Nha theo sắc lệnh của Vương tộc Bragança. Học thuyết này đã xuất hiện vào thời Trung cổ và được tranh luận dữ dội vào thế kỷ 15 và 16, nhưng một sắc lệnh do Giáo hoàng Phaolô V ban hành vào năm 1616 cuối cùng đã "[cấm] bất kỳ ai giảng dạy hoặc rao giảng một ý kiến trái ngược". Ba năm sau, vào năm 1649, biểu tượng Đức Mẹ vô nhiễm được Francisco Pacheco (1564–1654), một cố vấn nghệ thuật người Tây Ban Nha của Tòa án dị giáo, thiết lập dựa trên Khải Huyền XII:1.

## Gia đình
João kết hôn với Luisa de Guzmán, con gái của Juan Manuel Pérez de Guzmán, Công tước thứ 8 xứ Medina-Sidonia, và sinh ra một vài người con. Vì một số người con của João sinh ra và qua đời trước khi cha lên ngôi vua nên không được coi là infante hoặc infanta (người thừa kế ngai vàng) của Bồ Đào Nha.
| Tên                 | Sinh                 | Mất                  | Ghi chú |
| ------------------- | -------------------- | -------------------- | --- |
| Với Luisa de Guzmán |                      |                      | |
| Infante Teodósio    | 8 tháng 2 năm 1634   | 13 tháng 5 năm 1653  | Hoàng tử Brasil và Công tước thứ 9 xứ Bragança. Qua đời khi còn trẻ. |
| Ana de Bragança     | 21 tháng 1 năm 1635  | 21 tháng 1 năm 1635  | |
| Infanta Joana       | 18 tháng 9 năm 1635  | 17 tháng 11 năm 1653 | |
| Infanta Catarina    | 25 tháng 11 năm 1638 | 31 tháng 12 năm 1705 | Thường được gọi là Catarina xứ Bragança. Trở thành Vương hậu sau khi kết hôn với Charles II của Anh.                                                                               |
| Manuel de Bragança  | 6 tháng 9 năm 1640   | 6 tháng 9 năm 1640   | |
| Infante Afonso      | 21 tháng 8 năm 1643  | 12 tháng 9 năm 1683  | Hoàng tử Brasil và Công tước thứ 10 xứ Bragança. Kế vị cha với tư cách là Afonso VI, Vua của Bồ Đào Nha.                                                                           |
| Infante Pedro       | 26 tháng 4 năm 1648  | 9 tháng 12 năm 1706  | Công tước xứ Beja, Thống chế của Vương quốc, Lãnh chúa của Casa do Infantado và Nhiếp chính của Vương quốc trước khi kế vị anh trai Afonso trở thành Pedro II, Vua của Bồ Đào Nha. |
| Con ngoại hôn       |                      |                      | |
| Maria de Bragança   | 30 tháng 4 năm 1644  | 7 tháng 2 năm 1693   | Con gái ruột |

## Tổ tiên
| \| \| \| \| \| \| \| \| \| \| \| 8. Teodósio, Công tước thứ 5 xứ Bragança[15] \| \| \| \| \| \| \| \| \| \| \| \| \| \| \| \| \| \| \| \| \| \| \| \| \| \| \| \| \| \| \| \| \| \| \| \| \| \| \| \| \| \| \| \| \| \| \| \| \| \| \| 4. João, Công tước thứ 6 xứ Bragança[15] \| \| \| \| \| \| \| \| \| \| \| \| \| \| \| \| \| \| \| \| \| \| \| \| \| \| \| \| \| \| \| \| \| \| \| \| \| \| \| \| \| \| \| \| \| \| \| \| \| \| \| \| \| \| \| \| \| \| \| \| 9. Isabel xứ Lencastre[15] \| \| \| \| \| \| \| \| \| \| \| \| \| \| \| \| \| \| \| \| \| \| \| \| \| \| \| \| \| \| \| \| \| \| \| \| \| \| \| \| \| \| \| \| \| \| \| \| \| \| \| \| \| \| \| \| \| \| \| \| 2. Teodósio, Công tước thứ 7 xứ Bragança \| \| \| \| \| \| \| \| \| \| \| \| \| \| \| \| \| \| \| \| \| \| \| \| \| \| \| \| \| \| \| \| \| \| \| \| \| \| \| \| \| \| \| \| \| \| \| \| \| \| \| \| \| \| \| \| \| \| \| \| 10. Duarte, Công tước xứ Guimarães[15] \| \| \| \| \| \| \| \| \| \| \| \| \| \| \| \| \| \| \| \| \| \| \| \| \| \| \| \| \| \| \| \| \| \| \| \| \| \| \| \| \| \| \| \| \| \| \| \| \| \| \| \| \| \| \| \| \| \| \| \| 5. Catarina của Bồ Đào Nha[15] \| \| \| \| \| \| \| \| \| \| \| \| \| \| \| \| \| \| \| \| \| \| \| \| \| \| \| \| \| \| \| \| \| \| \| \| \| \| \| \| \| \| \| \| \| \| \| \| \| \| \| \| \| \| \| \| \| \| \| \| 11. Isabel xứ Bragança[15] \| \| \| \| \| \| \| \| \| \| \| \| \| \| \| \| \| \| \| \| \| \| \| \| \| \| \| \| \| \| \| \| \| \| \| \| \| \| \| \| \| \| \| \| \| \| \| \| \| \| \| \| \| \| \| \| \| \| \| \| 1. João IV của Bồ Đào Nha \| \| \| \| \| \| \| \| \| \| \| \| \| \| \| \| \| \| \| \| \| \| \| \| \| \| \| \| \| \| \| \| \| \| \| \| \| \| \| \| \| \| \| \| \| \| \| \| \| \| \| \| \| \| \| \| \| \| \| \| 12. Íñigo, Công tước thứ 4 xứ Frías \| \| \| \| \| \| \| \| \| \| \| \| \| \| \| \| \| \| \| \| \| \| \| \| \| \| \| \| \| \| \| \| \| \| \| \| \| \| \| \| \| \| \| \| \| \| \| \| \| \| \| \| \| \| \| \| \| \| \| \| 6. Juan, Công tước thứ 5 xứ Frías \| \| \| \| \| \| \| \| \| \| \| \| \| \| \| \| \| \| \| \| \| \| \| \| \| \| \| \| \| \| \| \| \| \| \| \| \| \| \| \| \| \| \| \| \| \| \| \| \| \| \| \| \| \| \| \| \| \| \| \| 13. Ana de Guzmán y Aragón \| \| \| \| \| \| \| \| \| \| \| \| \| \| \| \| \| \| \| \| \| \| \| \| \| \| \| \| \| \| \| \| \| \| \| \| \| \| \| \| \| \| \| \| \| \| \| \| \| \| \| \| \| \| \| \| \| \| \| \| 3. Ana de Velasco y Girón \| \| \| \| \| \| \| \| \| \| \| \| \| \| \| \| \| \| \| \| \| \| \| \| \| \| \| \| \| \| \| \| \| \| \| \| \| \| \| \| \| \| \| \| \| \| \| \| \| \| \| \| \| \| \| \| \| \| \| \| 14. Pedro, Công tước thứ 1 xứ Osuna \| \| \| \| \| \| \| \| \| \| \| \| \| \| \| \| \| \| \| \| \| \| \| \| \| \| \| \| \| \| \| \| \| \| \| \| \| \| \| \| \| \| \| \| \| \| \| \| \| \| \| \| \| \| \| \| \| \| \| \| 7. María Téllez-Girón y Guzmán \| \| \| \| \| \| \| \| \| \| \| \| \| \| \| \| \| \| \| \| \| \| \| \| \| \| \| \| \| \| \| \| \| \| \| \| \| \| \| \| \| \| \| \| \| \| \| \| \| \| \| \| \| \| \| \| \| \| \| \| 15. Leonor de Guzmán y Aragón \| \| \| \| \| \| \| \| \| \| \| \| \| \| \| \| \| \| \| \| \| \| \| \| \| \| \| \| \| \| \| \| \| \| \| \| \| \| \| \| \| \| \| |                                          |  |  |  |  |  |  |  |  |                                          |  |  |  |
| |                                          |  |  |  |  |  |  |  |  | 8. Teodósio, Công tước thứ 5 xứ Bragança |  |  |  |
| |                                          |  |  |  |  |  |  |  |  |                                          |  |  |  |
| |                                          |  |  |  |  |  |  |  |  |                                          |  |  |  |
| |                                          |  |  |  |  |  |  |  |  |                                          |  |  |  |
| | 4. João, Công tước thứ 6 xứ Bragança     |  |  |  |  |  |  |  |  |                                          |  |  |  |
| |                                          |  |  |  |  |  |  |  |  |                                          |  |  |  |
| |                                          |  |  |  |  |  |  |  |  |                                          |  |  |  |
| |                                          |  |  |  |  |  |  |  |  |                                          |  |  |  |
| | 9. Isabel xứ Lencastre                   |  |  |  |  |  |  |  |  |                                          |  |  |  |
| |                                          |  |  |  |  |  |  |  |  |                                          |  |  |  |
| |                                          |  |  |  |  |  |  |  |  |                                          |  |  |  |
| |                                          |  |  |  |  |  |  |  |  |                                          |  |  |  |
| | 2. Teodósio, Công tước thứ 7 xứ Bragança |  |  |  |  |  |  |  |  |                                          |  |  |  |
| |                                          |  |  |  |  |  |  |  |  |                                          |  |  |  |
| |                                          |  |  |  |  |  |  |  |  |                                          |  |  |  |
| |                                          |  |  |  |  |  |  |  |  |                                          |  |  |  |
| | 10. Duarte, Công tước xứ Guimarães       |  |  |  |  |  |  |  |  |                                          |  |  |  |
| |                                          |  |  |  |  |  |  |  |  |                                          |  |  |  |
| |                                          |  |  |  |  |  |  |  |  |                                          |  |  |  |
| |                                          |  |  |  |  |  |  |  |  |                                          |  |  |  |
| | 5. Catarina của Bồ Đào Nha               |  |  |  |  |  |  |  |  |                                          |  |  |  |
| |                                          |  |  |  |  |  |  |  |  |                                          |  |  |  |
| |                                          |  |  |  |  |  |  |  |  |                                          |  |  |  |
| |                                          |  |  |  |  |  |  |  |  |                                          |  |  |  |
| | 11. Isabel xứ Bragança                   |  |  |  |  |  |  |  |  |                                          |  |  |  |
| |                                          |  |  |  |  |  |  |  |  |                                          |  |  |  |
| |                                          |  |  |  |  |  |  |  |  |                                          |  |  |  |
| |                                          |  |  |  |  |  |  |  |  |                                          |  |  |  |
| | 1. João IV của Bồ Đào Nha                |  |  |  |  |  |  |  |  |                                          |  |  |  |
| |                                          |  |  |  |  |  |  |  |  |                                          |  |  |  |
| |                                          |  |  |  |  |  |  |  |  |                                          |  |  |  |
| |                                          |  |  |  |  |  |  |  |  |                                          |  |  |  |
| | 12. Íñigo, Công tước thứ 4 xứ Frías      |  |  |  |  |  |  |  |  |                                          |  |  |  |
| |                                          |  |  |  |  |  |  |  |  |                                          |  |  |  |
| |                                          |  |  |  |  |  |  |  |  |                                          |  |  |  |
| |                                          |  |  |  |  |  |  |  |  |                                          |  |  |  |
| | 6. Juan, Công tước thứ 5 xứ Frías        |  |  |  |  |  |  |  |  |                                          |  |  |  |
| |                                          |  |  |  |  |  |  |  |  |                                          |  |  |  |
| |                                          |  |  |  |  |  |  |  |  |                                          |  |  |  |
| |                                          |  |  |  |  |  |  |  |  |                                          |  |  |  |
| | 13. Ana de Guzmán y Aragón               |  |  |  |  |  |  |  |  |                                          |  |  |  |
| |                                          |  |  |  |  |  |  |  |  |                                          |  |  |  |
| |                                          |  |  |  |  |  |  |  |  |                                          |  |  |  |
| |                                          |  |  |  |  |  |  |  |  |                                          |  |  |  |
| | 3. Ana de Velasco y Girón                |  |  |  |  |  |  |  |  |                                          |  |  |  |
| |                                          |  |  |  |  |  |  |  |  |                                          |  |  |  |
| |                                          |  |  |  |  |  |  |  |  |                                          |  |  |  |
| |                                          |  |  |  |  |  |  |  |  |                                          |  |  |  |
| | 14. Pedro, Công tước thứ 1 xứ Osuna      |  |  |  |  |  |  |  |  |                                          |  |  |  |
| |                                          |  |  |  |  |  |  |  |  |                                          |  |  |  |
| |                                          |  |  |  |  |  |  |  |  |                                          |  |  |  |
| |                                          |  |  |  |  |  |  |  |  |                                          |  |  |  |
| | 7. María Téllez-Girón y Guzmán           |  |  |  |  |  |  |  |  |                                          |  |  |  |
| |                                          |  |  |  |  |  |  |  |  |                                          |  |  |  |
| |                                          |  |  |  |  |  |  |  |  |                                          |  |  |  |
| |                                          |  |  |  |  |  |  |  |  |                                          |  |  |  |
| | 15. Leonor de Guzmán y Aragón            |  |  |  |  |  |  |  |  |                                          |  |  |  |
| |                                          |  |  |  |  |  |  |  |  |                                          |  |  |  |
| |                                          |  |  |  |  |  |  |  |  |                                          |  |  |  |